# Аль Таріфі Фаді
Аль Таріфі Фаді — заслужений лікар України, Кандидат Медичних Наук, Доктор Філософії з медичних наук, головний лікар стоматологічної клініки Dr.Fadi New Dent.

## Біографія
Народився 11 травня 1978 року в Саудівській Аравії. В Україну переїхав навчатися. У  2003 році з відзнакою закінчив Українську медичну стоматологічну академію. 
Захистив дисертація на тему: “Профілактика атрофії кісткової тканини щелеп для створення оптимальних умов з подальшою дентальною імплантацією”.
З 2003 по 2005 рік проходив Клінічну Ординатуру на базі Івано-Франківського національного медичного університету.
У 2018 рік отримав українське громадянство.
У 2024 році отримав звання "Заслужений лікар України".
Аль Таріфі Фаді Входить до асоціації імплантологів України.

## Професійна діяльність
Основний напрям роботи: Ортопедична стоматологія, щелепно-лицева хірургія.
Загальний стаж роботи — 24 роки.

#### Методи лікування та професійні інтереси
Основні методи лікування:
- протезування зубів (металокераміка, цирконієві коронки, вініри)
- імплантація зубів;
- відновлення прикусу та функцій жування;
- лікування скронево-нижньощелепного суглоба;
- видалення ретинованих та дистопованих зубів (включаючи «зуби мудрості»);
- пластика м’яких тканин.

Професійні інтереси:
- сучасні методи імплантації та протезування;
- естетична стоматологія;
- реконструктивна щелепно-лицева хірургія;
- остеопластика та регенеративна медицина.

## Досягнення та нагороди
- У 2024 році отримав звання "Заслужений лікар України" за указом президента України №478/2024
- Нагороджений медаллю «За заслуги перед Прикарпаттям»  від голови облдержадміністрації губернатора Світлани Онищук.
- Нагороджений медаллю «за жертовність і любов до України» Митрополитом Київським Епіфанієм.

Власні патенти:
- На корисну модель №26044 «Спосіб хірургічного лікування ороантральних анастомозів, що виникають після видалення зубів».
- На корисну модель №35830 «Спосіб видалення коренів зубів верхньої щелепи перед наступною дентальною імплантацією».
- На корисну модель №26023 «Спосіб остеопластики альвеолярного відростка щелеп при відновленні його об’єму».

## Громадська діяльність
Доктор Фаді організував і реалізував низку важливих благодійних проєктів:
- 2018-2019 рр. Допомога правоохоронцям та учасникам бойових дій, які захищають Україну на сході. За це він отримав подяку від генерала В.В. Голубоша.
- 2019-2020 рр. Підтримка учасників АТО та допомога управлінню Судової охорони. Відзначений подякою від полковника Андрія Маланія.
- 2020 р. Благодійний проєкт «Жінки Героїв АТО-ООС» — лікування жінок, чиї рідні загинули, захищаючи Україну. За реалізацію цього проєкту отримав подяку від ГУНП в Івано-Франківській області.
- 2021 р. Лікування дітей, чиї батьки загинули в зоні бойових дій або під час служби в поліції.
- 2022 р. Допомога воїнам ЗСУ, Національної гвардії, поліції та територіальної оборони. Організував створення тимчасового стоматологічного кабінету на полігоні, де 450 військових отримали стоматологічну допомогу. За це отримав подяку від полковника Андрія Махобея.
- 2023 р. Доктор Аль Таріфі Фаді  є партнером громадської організації Еліос Україна, надає допомогу та лікування жінок, які постраждали від воєнних злочинів російської армії (2023 рік), нагороджений медаллю за жертовність і любов до України Митрополитом Київським Епіфанієм.
- 2024 р. Долучився до підтримки обдарованих дітей.  Проєкт «Серцем єдиним, ми – України!», в якому взяли участь близько 4000 обдарованих школярів з усіх куточків Прикарпаття! Переможцям та призерам конкурсу вручили путівки до Йорданії.
- 2025 р. Клініка доктора Фаді реалізувала проєкт «Посмішка сміливих», у межах якого безкоштовні стоматологічні послуги надавали працівникам Служби безпеки України, які брали участь у бойових діях.

Клініка доктора Аль Таріфі Фаді також провела проєкт з лікування дітей, чиї батьки загинули в зоні бойових дій або під час служби в поліції. За це Лікар Фаді получив подяку від ГУНП в Івано-Франківській області Сергія Безпалька.